# José Nasazzi
José Nasazzi Yarza (24 tháng 5 năm 1901 – 17 tháng 6 năm 1968) là một cầu thủ bóng đá Uruguay, đội trưởng đội bóng vô địch World Cup lần đầu tiên vào năm 1930.

## Tiểu sử
Ông sinh tại Bella Vista, Montevideo. Cha ông, Giuseppe, là một người Ý nhập cư gốc ở Milan, còn mẹ ông, María, là một người xứ Basque.
Nasazzi được nhiều đánh giá là cầu thủ xuất sắc nhất trong lịch sử của Uruguay. Ông có biệt danh là "El Gran Mariscal" (Đại nguyên soái) và từng giành được huy chương vàng tại các thế vận hội 1924 và 1928, cũng như 3 chức vô địch Copa América vào các năm 1923, 1924 và 1926 trước khi bước vào World Cup đầu tiên.
Trong World Cup đó, đối thủ chủ yếu của Uruguay là Argentina. Sau khi đánh bại Peru và Romania ở vòng một, Uruguay tiếp tục thắng Nam Tư 6–1 ở bán kết để vào chung kết gặp Argentina. Mặc dù đội nhà bị dẫn 1–2 trước giờ nghỉ, Nasazzi đã dẫn dắt đồng đội lật ngược tình thế ở hiệp hai, thắng lại 4–2 chung cuộc và trở thành người đội trưởng đầu tiên nâng cao Cúp Jules Rimet. Ông cũng đồng thời nhận được danh hiệu Cầu thủ xuất sắc nhất tại World Cup này.
Mặc dù Uruguay không tham dự World Cup tiếp theo năm 1934 để bảo vệ ngôi vô địch, Nasazzi đã kịp cùng đội tuyển có thêm một danh hiệu Copa América nữa (vào năm 1935) trước khi giải nghệ năm 1937. Tính từ năm 1923 đến khi giải nghệ, ông khoác áo tuyển quốc gia 51 lần.
Ở cấp độ câu lạc bộ, ông chơi cho các đội bóng Bella Vista, Lito và Nacional
Cây gậy của Nasazzi là một danh hiệu không chính thức mang tên ông. Uruguay nắm giữ danh hiệu này sau khi vô địch World Cup lần đầu tiên và nó được trao lần lượt cho đội nào thắng được đội đang giữ danh hiệu trong vòng 90 phút ở một trận đấu chính thức. Hiện tại Hà Lan là chủ nhân danh hiệu.

## Danh hiệu
Câu lạc bộ
- Nacional
  - Vô địch Uruguay: 1933, 1934

Đội tuyển
- Uruguay
  - World Cup: 1930
  - Thế vận hội Mùa hè: 1924, 1928
  - Giải vô địch bóng đá Nam Mỹ: 1923, 1924, 1926, 1935

Cá nhân
- Quả bóng vàng (Cầu thủ xuất sắc nhất) World Cup: 1930
- Cầu thủ xuất sắc nhất Giải vô địch bóng đá Nam Mỹ: 1923, 1935
- Xếp thứ 26 trong danh sách Cầu thủ xuất sắc nhất Nam Mỹ thế kỷ 20 (theo IFFHS)